# Charles Girardet

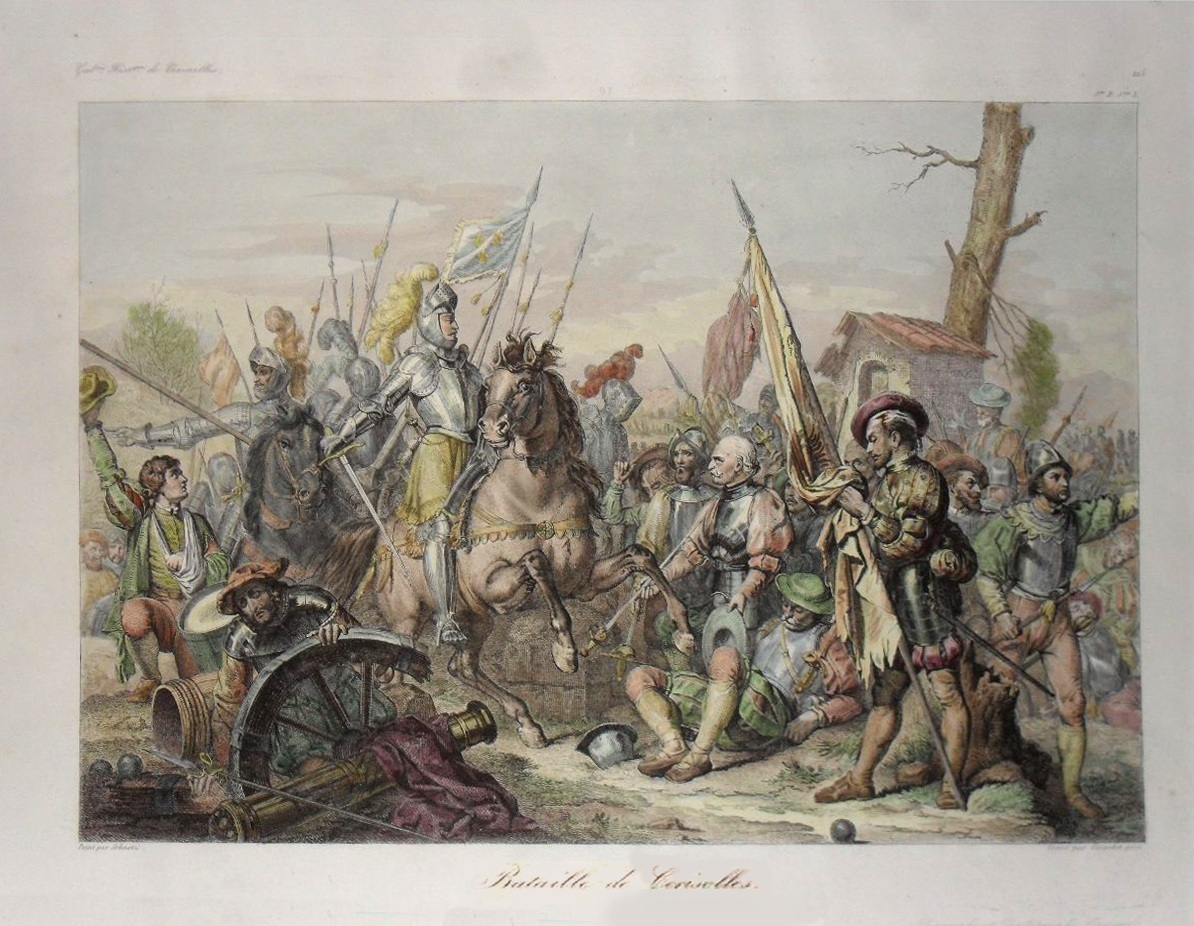
Schlacht von Ceresole

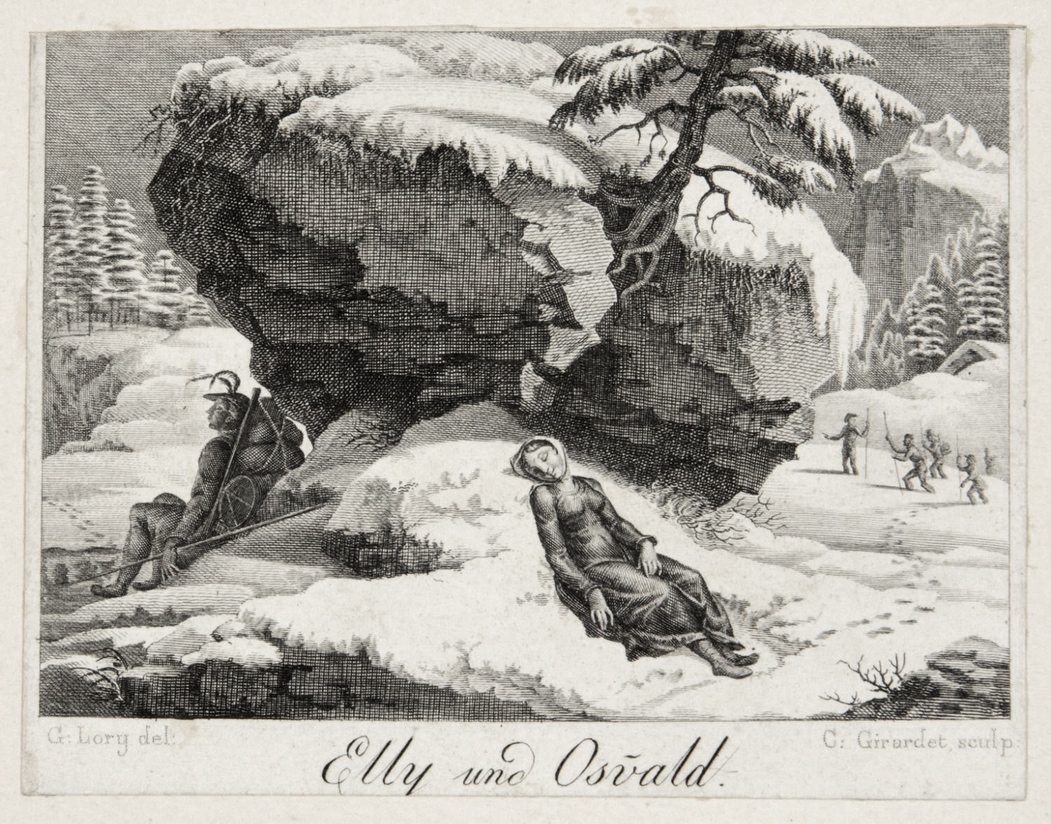
Elly und Oswald

Charles-Samuel Girardet [ʒiʀaʀˈdɛ] (* 2. oder 24. November 1780 in Le Locle; † 1863 in Versailles) war ein aus der Schweiz stammender französischer Kupferstecher und Lithograph.
Charles Girardet war ein Mitglied der Künstlerfamilie Girardet, er war ein Sohn des Verlagsbuchhändlers Samuel Girardet und Bruder von Abraham Girardet. 1805 ging er nach Paris, wo er bei seinem Bruder Abraham lernte. 
Er stach seine ersten Blätter 1805 bis 1809 für die Etrennes Helvétiques. 1811/12 erlernte er die damals noch junge Technik der Lithographie, zu der er bald ganz wechselte. 1813 bis 1822 lebte er in seiner Heimat Le Locle, danach wieder in Paris.
1831 gewann er den 1. Preis der Société d’encouragement à l’industrie nationale de Paris und im folgenden Jahr die Goldmedaille 1. Klasse für die Anwendung der Lithografie im Buchdruck.
Seine Söhne Karl, Edouard und Paul waren ebenfalls künstlerisch tätig.

## Veröffentlichungen
- Notices sur l’origine et le progrès de la gravure en relief sur pierre. 1840.